# 古今亭今輔 (3代目)
三代目 古今亭 今輔（ここんてい いますけ、明治2年（1869年）6月27日 - 大正13年（1924年）8月18日）は、落語家。本名：村田 政次郎。
浅草代地に住んでいたことから俗に「代地の今輔」やせっかちなエピソードが多いことから「せっかちの今輔」。

## 経歴
東京深川の生まれ、子供の時の1883年、4年ころに二代目古今亭志ん生の門に入り志ん丸を名乗った。志ん丸は二代目今輔の前座名で待望されていたことが分かる。1889年3月に志ん猫と改名。
師匠志ん生死去に伴い4月に四代目三升亭小勝の門で三升亭小つね、さらに1896年1月に柳家小文吾となり1897年？に柳派の出世名である三代目柳家小三治襲名。
1904年半ばころに三代目今輔襲名。
糖尿病で死去。

## 人物
せっかちで高座では落着きがなく投げやりな感じが多く音曲噺をはじめ噺も多かったが評価は少なかった。
「囃子長屋」「しらみ茶屋」「三人片輪」他多数の速記本が残されている。SPレコードは音曲噺を中心に大正時代に数枚吹き込んでいる。

## 芸歴
- 1883年∶二代目古今亭志ん生に入門、「志ん丸」を名乗る。
- 1889年
  - 3月∶「志ん猫」と改名。
  - 4月∶四代目三升亭小勝の門下に移籍、「小つね」を名乗る。
- 1896年1月∶「小文吾」と改名。
- 1897年∶「三代目柳家小三治」を襲名。
- 1904年∶「三代目古今亭今輔」を襲名。

## 弟子

### 移籍
- 古今亭今之助 - 六代目金原亭馬生門下に移籍
- 三代目古今亭今松 - 五代目柳亭左楽門下に移籍

### 廃業
- 古蔵宝輔 - 廃業した後に六代目雷門助六門下で復帰。
- 野村無名庵 - 評論家に転身